# Chivalry: Medieval Warfare
Chivalry Medieval Warfare – niezależna gra akcji sfinansowana przez graczy w serwisie crowdfundingowym Kickstarter. Gra została wyprodukowana i wydana przez Torn Banner Studios, jej światowa premiera odbyła się 16 października 2012 roku.

## Rozgrywka
Chivalry Medieval Warfare to przeznaczona do rozgrywki wieloosobowej gra akcji, w której gracze wcielają się w rycerzy i toczą bitwy na średniowiecznych arenach. W zależności od upodobań gracz może wybrać perspektywę pierwszej lub trzeciej osoby.
Gracz wciela się w rycerza należącego do jednej z dwóch frakcji – Zakonu Masońskiego albo Rycerzy Agathiańskich i jednej z czterech klas. Postać można wyposażyć w broń główną, poboczną oraz wyekwipować w dodatkowe przedmioty takie jak tarcze, noże do rzucania i bomby zapalające. Gracz w trakcie walki może ciąć w poziomie, w pionie, pchnąć oraz łączyć ciosy w różne kombinacje. Ponadto może blokować ataki innych graczy oraz kopać, aby przełamać blok i wykonać fintę.

## Odbiór gry
Chivalry Medieval Warfare zostało ciepło przyjęte uzyskując średnie ocen 81,75% i 79/100 w agregatorach GameRankings i Metacritic. Nathan Meunier z serwisu IGN zachwalał rozległe mapy, na których gracz toczą bitwy, system walki oraz satysfakcjonującą rozgrywkę, krytykował natomiast ograniczenia klas oraz strzelanie z łuku, które jest niedopracowane i bezwartościowe w trakcie walki z innymi graczami. Grzegorz Karaś z „CD-Action” napisał, że klasy postaci oraz ich wyposażenie stanowią dużą zaletę tytułu, jednak nie podobał mu się model strzelania machinami oblężniczymi oraz problemy z klinowaniem się postaci na poziomach.